# Wir wollen niemals auseinandergehn
Wir wollen niemals auseinandergehn è un film musicale tedesco del 1960 diretto da Harald Reinl, con protagonisti Adrian Hoven e Vivi Bach.

## Trama
Marisa, una giovane e dolce pastorella in un piccolo villaggio nel sud Italia, ha la passione per la musica e sogna di diventare una cantante. 
Il giovane e talentuoso compositore Guido Terni, alla ricerca di pace ed ispirazione per i suoi prossimi lavori, trasferitosi nel piccolo villaggio, incontra per puro caso Marisa. Ascolta una delle canzoni spesso canticchiate dalla ragazza e presto ne annota la melodia che intende pubblicare su una rivista musicale. Nel frattempo, Tonio, un ragazzo del luogo, per il quale Marisa nutre dei sentimenti, riceve la cartolina di leva e parte per entrare nella Marina Italiana. A questo punto, Marisa accetta una offerta di lavoro da Ternis Boss, direttore di Teatro, convinto del talento della ragazza. I due dunque partono per Roma.
Giunta nella capitale, Marisa entra in contatto col bel mondo e incontra molti personaggi noti, le cui conoscenze la ragazza pensa di usare per aiutare Marcello, padre di Tonio, che punta a diventare sindaco del piccolo villaggio. Tra scene di gelosia tra i due amanti distanti, incomprensioni e riappacificazioni, Marisa, ormai divenuta una star, potrà finalmente riabbracciare il suo innamorato Tonio.